# Ворренс (Вісконсин)
Ворренс (англ. Warrens) — селище (англ. village) в США, в окрузі Монро штату Вісконсин. Населення — 544 особи (2020).

## Географія
Ворренс розташований за координатами 44°7′39″ пн. ш. 90°31′15″ зх. д. / 44.12750° пн. ш. 90.52083° зх. д. (44.127425, -90.520971).  За даними Бюро перепису населення США в 2010 році селище мало площу 3,80 км², з яких 3,76 км² — суходіл та 0,04 км² — водойми.

## Демографія
Згідно з переписом 2010 року, у селищі мешкали 363 особи в 154 домогосподарствах у складі 96 родин. Густота населення становила 95 осіб/км².  Було 375 помешкань (99/км²).
Расовий склад населення:
| - 94,5 % — білих - 1,9 % — корінних американців - 1,1 % — чорних або афроамериканців |

До двох чи більше рас належало 2,5 %. Частка іспаномовних становила 0,8 % від усіх жителів.
За віковим діапазоном населення розподілялося таким чином: 25,3 % — особи молодші 18 років, 59,8 % — особи у віці 18—64 років, 14,9 % — особи у віці 65 років та старші. Медіана віку мешканця становила 37,5 року. На 100 осіб жіночої статі у селищі припадало 100,6 чоловіків;  на 100 жінок у віці від 18 років та старших — 95,0 чоловіків також старших 18 років.
Середній дохід на одне домашнє господарство  становив 61 145 доларів США (медіана — 54 464), а середній дохід на одну сім'ю — 70 471 долар (медіана — 57 031). Медіана доходів становила 38 958 доларів для чоловіків та 41 964 долари для жінок. За межею бідності перебувало 9,7 % осіб, у тому числі 10,7 % дітей у віці до 18 років та 7,4 % осіб у віці 65 років та старших.
Цивільне працевлаштоване населення становило 214 осіб. Основні галузі зайнятості: освіта, охорона здоров'я та соціальна допомога — 21,5 %, роздрібна торгівля — 16,4 %, транспорт — 14,0 %, публічна адміністрація — 11,7 %.